# 2-araquidonilglicerol
El 2-araquidonilglicerol es un ligando de los receptores CB1 y CB2 del sistema endocannabinoide (denominados así por actuar en los mismos receptores que los cannabinoides pero siendo generados por el propio cuerpo). Es una sustancia producida por nuestro propio cuerpo, siendo un derivado de los lípidos de la membrana celular, que se produce a partir de la acción de una diacilglicerol lipasa y actúa en el Sistema Nervioso Central y en la periferia fundamentalmente en el sistema inmunológico, siendo degradado por una monoacilglicerol lipasa específica. Sus propiedades farmacológicas y fisiológicas son superponibles. A saber, actúan ambos sobre los receptores CB1 y CB2 unos receptores tipo G que se encuentran en el organismo sobre todo en el SNC y que, en el caso de los mamíferos se encuentran al igual  que los de los glutamatos en una proporción sorprendentemente elevada
A pesar de que se encuentra en gran abundancia en los mamíferos, el 2-araquidonilglicerol y sus receptores también se encuentran en organismos como los del género Hydra ( por ejemplo Hydra americana o Hydra littoralis)  u otros como Paracentrotus lívidus en los que lleva a cabo funciones de regulación de la ingesta. Este hecho (de encontrarse en organismos ancestrales como los anteriores)  nos lleva a pensar que el 2-araquidonilicerol en particular, y todo el sistema endocannabinoide en general, lleva conservándose evolutivamente desde hace más de 500 millones de años.

## Funciones en humanos
En humanos sus funciones son principalmente:
- El control endocrino, activando la secreción de ACTH y glucorticoides, e inhibiendo la liberación de gonadotropinas, GH, prolactina y TSH.
- La regulación de la ingesta, actuando en centros hipotalámicos directamente o a través de neuropéptidos como CCK, CRH, NPY, oxitocina o de hormonas como la leptina (véase más adelante posibles usos clínicos)
- Regulando la percepción somatosensorial a nivel periférico.
- La micro circulación (la anandamida y el 2-araquidonilglicerol han sido propuestos como el factor hiperpolarizante derivado del endotelio)
- La hematopoyesis (formación de glóbulos rojos)
- La implantación y desarrollo embrionarios

## Características importantes
Su origen es enzimático y se produce como respuesta a estímulos locales por lo tanto tiene un papel importante como molécula paracrina se especula con que pueda actuar también a nivel de todo el organismo lo que conllevaría una aún mayor utilidad de un posible tratamiento con esta sustancia.

## Posibles usos clínicos
En la actualidad el 2-araquidonilglicerol no es usado clínicamente pero numerosos estudios le sitúan como una molécula diana para el tratamiento de trastornos metabólicos como la obesidad, ya que se ha demostrado que en animales el bloqueo de los receptores CB1 para el 2-araquidonilglicerol  provocan una disminución de la ingesta de calorías por parte de estos animales.
Por lo tanto estos estudios abren un nuevo camino en el tratamiento de la obesidad y otros trastornos metabólicos y más concretamente en su tratamiento con cannabinodes ya que el 2-araquidonilglicerol podría aportar los mismos beneficios que las sustancias derivadas de la planta del cannabis “Cannabis sativa” con la ventaja de ser producidos por el propio organismo.
De todos modos todos estos procesos se encuentran todavía en fases muy primarias de su estudio y, por lo tanto, todavía quedan muchos años para que en cualquier caso puedan ser útiles clínicamente.